# Першутіно
Першутіно — село у складі міського поселення Клин Клинського району Московської області Російської Федерації.

## Розташування
Село Першутіно входить до складу міського поселення Клин, воно розташовано на захід від міста Клин. Найближчі населені пункти Борисово, Ільїно, Папівіно, Лаврово. Найближча залізнична станція Клин.

## Населення
Станом на 2010 рік у селі проживало 274 людини.

## Пам'ятки архітектури
У селі збереглася каплиця збудована у 19 столітті.